# Ballinck van Phaesma
Ballinck van Phaesma of Balling van Phaesma (mogelijk overleden Kollum, 1535 of 1536) was een Nederlands bestuurder.

## Biografie
Ballinck was een telg uit de aanzienlijke familie Van Phaesma welke zich bevond tussen de adel en de eigenerfden. In 1516 wordt Ballinck vermeld wanneer zijn boedel in beslag genomen wordt in verband met opstandigheid. Van Phaesma bewoonde de stins Phaesma in Zevenhuizen ten oosten van Kollum. In 1523 werd hij benoemd tot grietman van Kollumerland. In 1525 is hij lid van een Commissie van Onderzoek
naar het dijkwezen. In datzelfde jaar ontnam Van Phaesma een reiziger op doortocht zijn geld, zette deze gevangen en voerde lijfstraffen uit. In 1529 veroordeelde hij ene Epe Bockesz. die hem van omkoping beschuldigd had. Ten tijde van zijn grietmanschap werd begonnen met het inpolderen van het Nieuwkruisland. Hoewel Van Phaesma de dorpsrechters van Burum aanstelde zou er tussen zijn opvolger Sebastiaan van Schonenburg en de abt van het klooster Jeruzalem een conflict ontstaan over de jurisdictie over dit dorpsgebied. In de Maartenskerk van Kollum is nog een deels leesbaar grafzerk aanwezig met het alliantiewapen Van Phaesma-Van Ayckema en het jaartal 1538, mogelijk het grafzerk van Ballinck van Phaesma.

## Huwelijk en kinderen
Van Phaesma trouwde met Eencke van Ayckema, dochter van Luel van Ayckema. Dit echtpaar kreeg onder meer de volgende kinderen:
- Hed van Phaesma, trouwde met Lyauck van Tjessens.
- Luel van Phaesma, trouwde met Anna van Eysma.
- Pieter van Phaesma.
- Sytke van Phaesma, trouwde met Syrck van Bootsma, een broer van de latere grietman van Kollumerland en Nieuwkruisland, Epe van Bootsma. Sytke hertrouwde met Tyaerdt van Jelgersma, een halfbroer van Lieuwe van Jelgersma.[6]